# Babel (Roman)
Babel ist ein Roman der deutschen Autorin Kenah Cusanit aus dem Jahr 2019. 
Cusanit, bisher als Lyrikerin und Essayistin hervorgetreten, porträtiert in ihrem Prosadebüt eine reale Person der Zeitgeschichte, den Architekten und Archäologen Robert Koldewey, der das „bedeutendste Ausgrabungsabenteuer der Deutschen im Orient“, die Freilegung des antiken Babylon, leitete. Äußerlich auf wenige Stunden eines Tages im Jahr 1913 und ein Minimum an Handlung reduziert, ist der Roman umso reicher an Gedanken, die die Autorin „mit leichter Hand im Erzählfluss“ zu verknüpfen weiß. Babel stand auf der Shortlist für den Preis der Leipziger Buchmesse 2019.

## Inhalt
Der deutsche Archäologe Robert Koldewey, seit eineinhalb Jahrzehnten Grabungsleiter in Babylon, muss sich an einem heißen Tag des Jahres 1913 eine Zwangspause auferlegen. Die starken Unterleibsschmerzen deutet er als Blinddarmentzündung, sein medizinisches Wissen diktiert ihm Ruhelage, und so verharrt er über Stunden auf seiner Liege und lässt seine Gedanken kreisen. Zum einen gelten sie seinen Mitstreitern, vor allem ihrer Gesundheit, zum anderen seinen Auftrag- und Geldgebern, den verworrenen Kompetenzen und konkret dem Stapel unbeantworteter Post auf dem Tisch vor ihm. Was ihn auch umtreibt, ist das Problem, wie das in Berlin erwartete Ausgrabungsgut (es geht um nicht weniger als 500 Kisten mit zehntausenden farbigen Reliefziegeln) dorthin zu transportieren sei, inwieweit ein möglicher Krieg dies gefährden und welche Rolle die Engländerin Ms. Bell spielen könnte, deren Besuch er entgegensieht. Was ihn nicht minder beschäftigt, sind die tiefgreifenden ideologischen Konsequenzen seines Tuns: Zwar wird begrüßt, dass er die Wiege der Zivilisation freilegt; dass er zugleich jedoch die historischen Fundamente der Bibel „untergräbt“, sorgt für Verwerfungen, unter anderem den Babel-Bibel-Streit. Immer wieder wird er an diesem Vormittag aber auf sich selbst zurückgeworfen, auf seine Krankheit und die Zwangsruhe, gegen die er angeht, teils mit sanften Mitteln (Fußbad), teils brachial (Rizinusöl).
Der zweite Teil des Romans beginnt damit, dass Koldewey sich ein Herz fasst und in Bewegung setzt. Anlass ist die Nachricht, jene Ms. Bell sei „in der Nähe des Turms gesichtet“ worden. Vielleicht weil sie tatsächlich auch sein Herz betrifft, will er die Begegnung mit ihr nicht dem Überbringer der Nachricht, seinem servilen Assistenten Buddensieg, überlassen und geht ihr selbst entgegen. Auf dem Weg dahin schweifen seine Gedanken erneut ab, diesmal stringenter. Er erinnert sich an seinen letzten längeren Berlinaufenthalt im Jahr 1909. Damals hatte er die Stadt kaum wiedererkannt. Innerhalb weniger Jahre hatte sie sich völlig verändert. Alles war um und um gegraben und gebaut, vieles elektrifiziert und motorisiert worden. Die Assoziation, Berlin könne (nach Rom) das „dritte Babylon“ werden, drängte sich ihm förmlich auf. Wie ein Anachronismus wirkte hingegen seine Privataudienz im Stadtschloss bei Kaiser Wilhelm II., der sich als Hobby-Archäologe verstand und die deutschen Interessen im Orient auch aus der eigenen Kasse förderte. – Der Roman endet damit, dass Koldewey das Ziel seines Fußmarschs erreicht: die Überreste des Fundaments jenes biblischen (von vielen für phantastisch gehaltenen) Turms zu Babel, Teil seiner eigenen Ausgrabungen. Das (historisch verbürgte und folgenreiche) Aufeinandertreffen mit Gertrude Bell, einer Frau mit vielen Facetten, spart die Autorin aus.

## Hauptfigur
Eine historische Gestalt in den Mittelpunkt zu rücken, die, ebenso wie Gertrude Bell und andere Figuren des Romans auch, zwar „potenziell weltberühmt, doch weitgehend unbekannt“ seien, hält Sigrid Löffler für eine geschickte Wahl. Sie sieht Robert Koldewey als „genialen und kauzigen Grabungsleiter“ gezeichnet, als „Sonderling mit schrulligem Humor“ und „begnadeten Hypochonder“, kurzum als „komischen Held“ – Attribute, die ihm auch andere Kritiker zuweisen. Ijoma Mangold hebt hervor, dass es einer Vielzahl ganz unterschiedlicher Tugenden bedurfte, die Koldewey für seine „Jahrhunderttat“ mitbringen oder sich aneignen musste: systematischen Fleiß und preußische Effizienz, Exzentrik und Glaube an die eigene Überlegenheit, zähe Geduld und diplomatisches Geschick.
Cusanit, die ihrem Protagonisten nach der Lektüre tausender Briefe glaubt „sehr nahe“ gekommen zu sein, nennt drei Eigenschaften, die sie an ihm besonders schätzen gelernt habe: seinen Forschergeist, seine Hypochondrie und seinen Drang, als „Überblicksfanatiker“ das schon zu seiner Zeit nach allen Seiten hin explodierende Wissen in den Griff zu bekommen (was ihm nicht ganz gelungen sei). Was sie außerdem habe zeigen wollen, war der Zwiespalt zwischen äußerem Auftrag und eigenem Anspruch, in den Koldewey geriet: In Berlin erwartete man von ihm, im Wettbewerb mit den Engländern und Franzosen, schnellstmögliche Erfolge, vorzeigbare „Trophäen“; sein Ehrgeiz hingegen war, das antike Babylon, da er es einmal gefunden, als ganze Stadt auf einer Fläche von nicht weniger als 10 km² auszugraben.

Koldewey als universell Tätiger
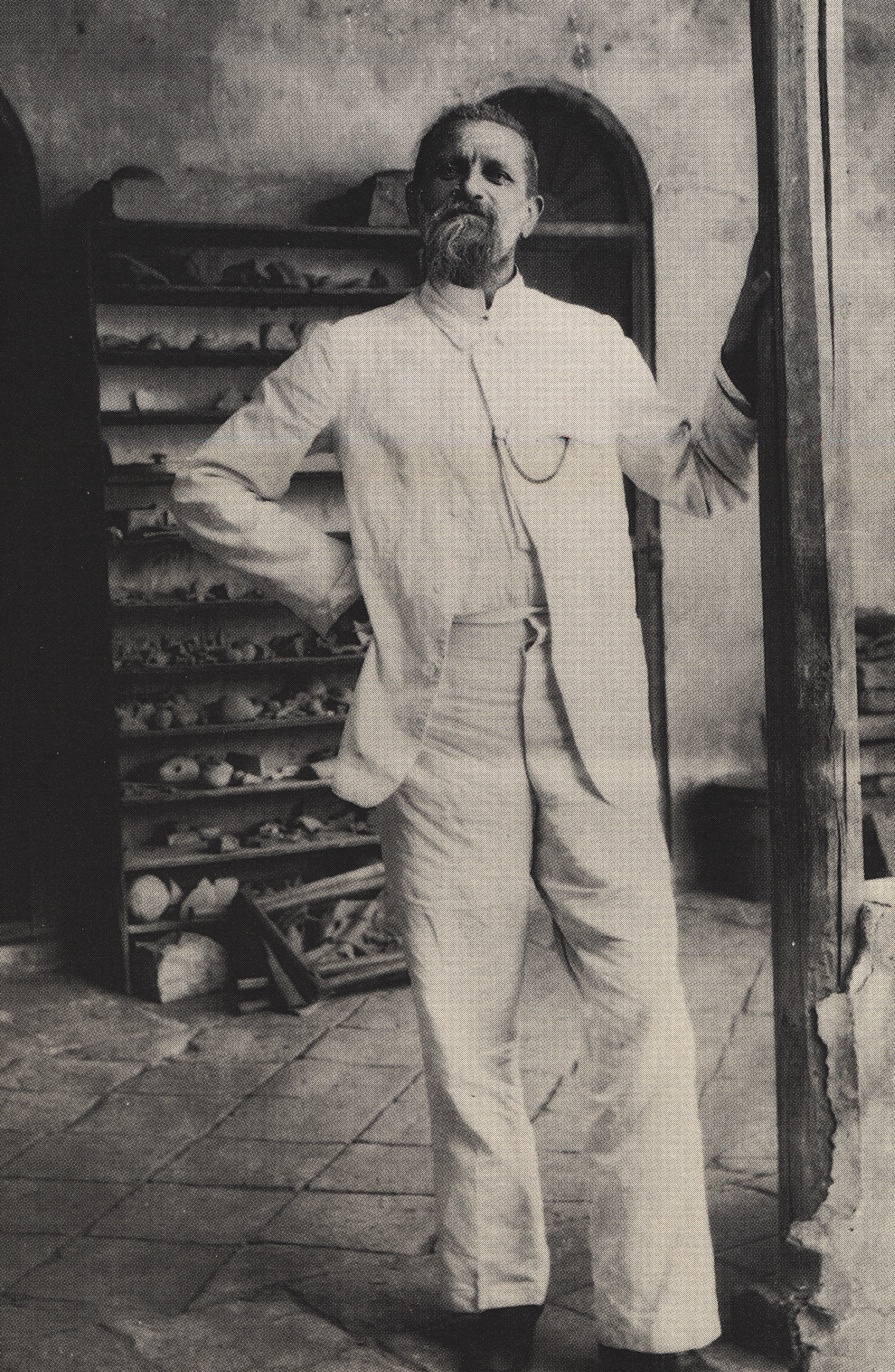
Koldewey (Foto von Gertrude Bell)
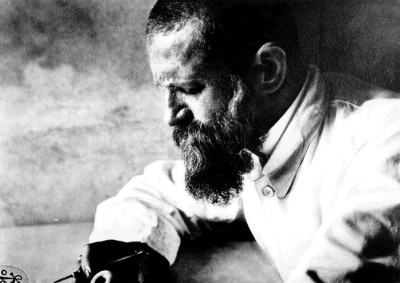
Koldewey (Foto mit Selbstauslöser)
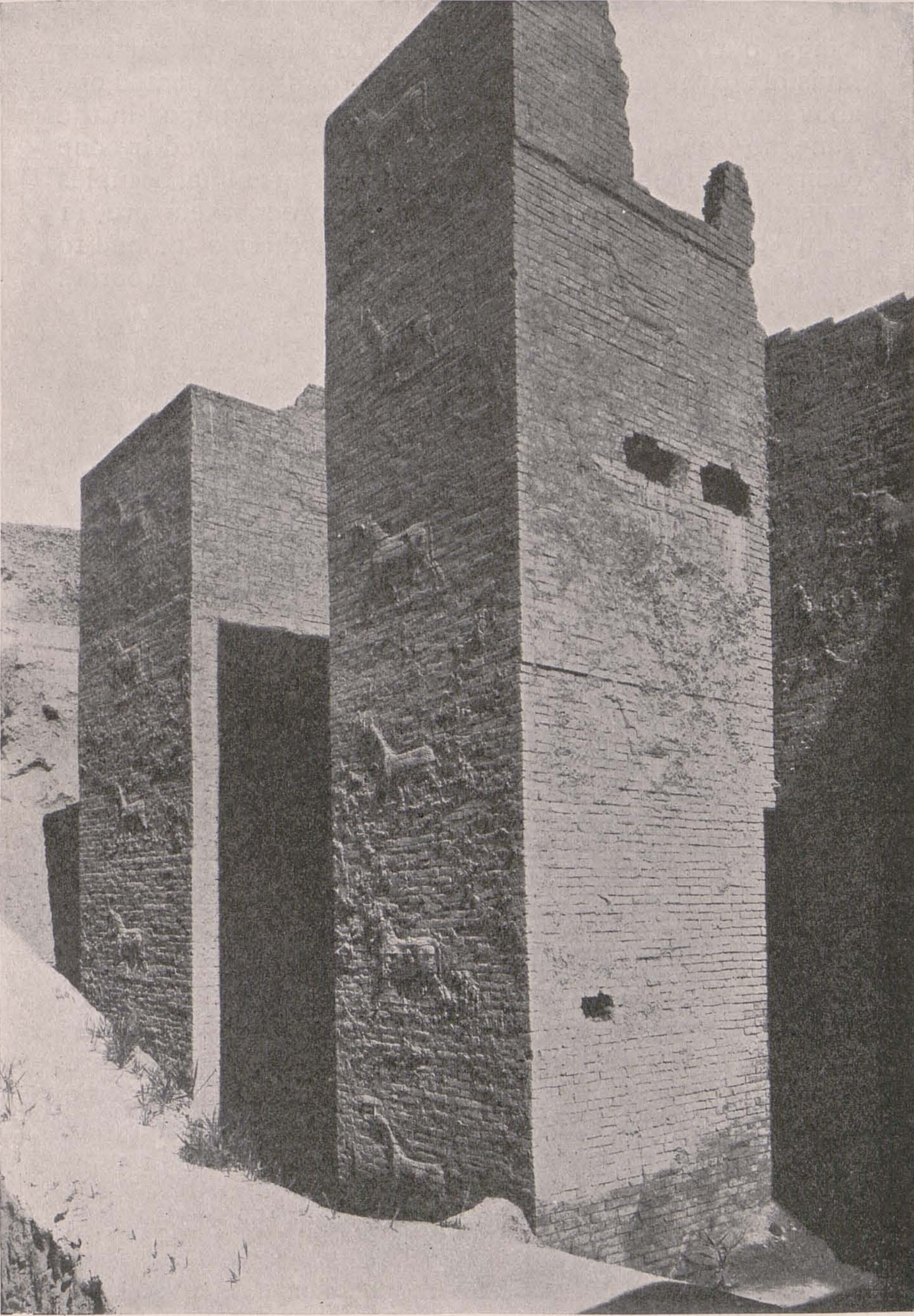
Osttürme des Ischtar-Tors
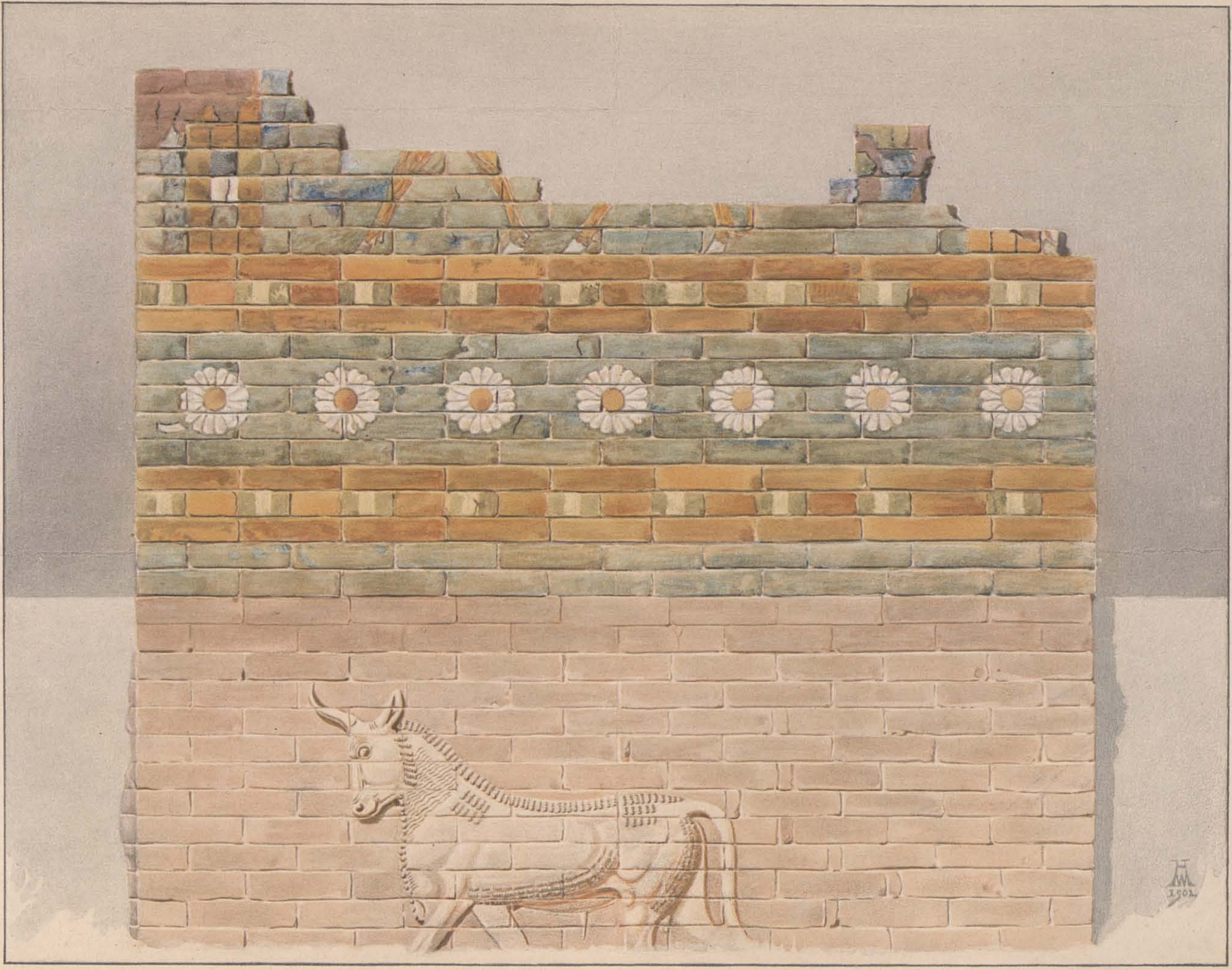
Koloriertes Detail des Ischtar-Tors in Koldeweys Grabungsbericht
Stele mit Nebukadnezar II. und Umrissen des Tempelturms Etemenanki
Koldeweys Rekonstruktion von Etemenanki (= dem Turm zu Babel?)

## Form
Babel ist kein historischer Roman, darüber sind sich fast alle Rezensenten einig. Manche präzisieren, was ihm dazu „fehle“: „süffiges Fabulieren“ beispielsweise, „episches Naschwerk“, „pointenreich ausgepinselte Episoden“ und „orientalistische Heldenlegenden“. Was der Leser stattdessen formal-stilistisch erwarten könne, wird wie folgt beschrieben: einen „fein verästelten Essay über Kultur, bei dem man sich die Augen reibt, wie leicht und fast unbemerkt er das Genre wechselt“; eine „ebenso gelehrsame wie unterhaltsame, mitunter saukomische Babel-Rhapsodie“; „mäandernde Sätze, essayistische Exkurse und plötzlich aufblitzende Bonmots“; eine „literarische Sprache, deren Stärke darin liegt, Ambivalenzen und Mehrdeutigkeiten zu erhöhen“; einen Text „voller doppelter Böden, jede Beobachtung des Romans über seinen Gegenstand ist immer auch eine Beobachtung über die eigene Beobachterrolle“.

## Anregungen
Als studierte Altorientalistin und Ethnologin ist Cusanit vom Fach. Ursprünglich wollte sie selbst Archäologin werden, brach aber diesen Studiengang ab. Dass ihr die für den Roman notwendige intensive Recherchearbeit in den Archiven großes Vergnügen bereitete, erklärt sie sich so, dass ihr einstiger Berufswunsch sich nun „anders ausleben wollte“. Obwohl ihr Protagonist Robert Koldewey aus der gleichen Kleinstadt stammt wie sie – Blankenburg im Harz –, wurde sie auf ihn erst während des Studiums aufmerksam, als sie, im Pergamonmuseum vor dem Ischtar-Tor stehend, sich fragte, wie dies dahin gekommen war. Als eine ihrer frühen Inspirationsquellen nennt Cusanit die Lektüre der DDR-Comicserie Digedags.

## Feuilletonkritik
„Allein dem Mit- und Gegeneinander der unterschiedlichsten Berliner Ambitionen hätte ein eigenes Buch gelten können“, konstatiert Fridtjof Küchemann (FAZ) und ergänzt noch drei weitere Themenkomplexe mit ähnlichem Potenzial, die der Roman alle miteinander verbinde. Paul Jandl (NZZ) stimmt dem zu und urteilt mit Verweis auf den Titel: Sei der Turm zu Babel „womöglich auch nur ein Symbol für die falsche Idee einer vertikalen Geschichte“, so betone Cusanit im Gegenteil die Parallelität der „gedanklichen Evolution“ und stelle die „Codes der Wissenschaften, der Religionen und der Kunst“ in einer „grandios klugen Feier der Vielsprachigkeit […] mit großer Lust nebeneinander“. Den gleichen Aspekt greift auch Thomas Jordan (SZ) auf und wendet ein, der Roman überhebe sich an eben diesem Anspruch.
Während andere Rezensenten den Leser darauf einstimmen, eine gewisse Anstrengungsbereitschaft mitzubringen und einen eher spannungsarmen Plot zu erwarten, setzt Jordan einen weiteren Kritikpunkt hinzu: Der Text ziehe „immer schon selbst die Schlüsse, die er nahelegt“. Im Gegensatz dazu bemerkt Ijoma Mangold (ZEIT), er selbst nehme eine Vielzahl von „Verbindungslinien“ wahr, ohne dass diese von der Autorin irgendwo ausgesprochen würden. Ausdrücklich lobt er die Feinheit und Empfindlichkeit dieser Linien: „Kausalitäten gibt es in diesem Roman nur in der Form eines hauchdünnen Spinnennetzes, das sich über die Welt legt und stets als Ganzes erzittert, wenn sich irgendwo jemand räuspert.“
Auffällig auch Mangolds differenziertes Urteil über den möglichen Bezug des Romans zu den aktuellen Debatten um koloniale Raubkunst. Während andere Kritiker Babel mehr oder weniger wertungsfrei in diesen Kontext stellen oder eine polemische Absicht (eine Art „Ohrfeige“ für die Verantwortungsträger) vermuten, meint er, die Autorin halte „diesen Kulturtransfer nicht einfach für Raub“. Mit Verweis auf Koldeweys weitaus bekannteren Vorgänger Heinrich Schliemann fährt er fort: „Das, was man heute mit spitzen Fingern und retrospektiver Moral ‚Unrechtskontexte‘ nennt, schildert Cusanit als eine groteske, aber auch eindrucksvolle Mischung aus Orientbegeisterung und Kulturimperialismus, aus Weltmachtstreben und Weltneugier, aus Diplomatie und Versponnenheit, aus Chauvinismus und einem gewaltigen Schuss deutschen Idealismus sowie der Überzeugung, dass die Mythen real sind.“

## Auszeichnungen
- 2019: Uwe-Johnson-Förderpreis